# Rafqa Pietra Choboq Ar-Rayès
Rafqa Choboq Ar-Rayès (1832-1914), connue comme Rafqa d'Himlaya ou Sainte Rafqa, ou encore Sainte Rebecca, est une religieuse maronite du Liban, canonisée en 2001. C'est la première sainte libanaise. Elle est fêtée le 23 mars.

## Biographie
Rafqa est née le 29 juin 1832 dans une famille paysanne maronite, fille de Mourad al-Rayès et de Rafqa Gemayel, à Himlaya dans la montagne à quelques kilomètres de Beyrouth. Elle fut baptisée sous le prénom de Boutrossieh, ou Pierrette en français, en souvenir de Sainte Pétronille, convertie par Saint Pierre.
Elle perdit sa mère alors qu'elle n'avait que 7 ans. À l'âge de 10 ans, elle fut placée comme servante à Damas dans une famille chrétienne maronite, elle y restera quatre ans.
En 1847, la jeune fille revint au domicile familial, où son père, remarié, souhaitait la voir se marier, mais déjà, elle voulait devenir religieuse, et dut lutter contre les desseins de sa famille.
Malgré l'opposition de son père, elle entra comme sœur converse (domestique) chez les Mariamettes ou Filles de Marie, une congrégation récemment fondée par le Père Joseph Gemayel. Les tentatives faites pour la ramener chez elle échouèrent.
Lors de l'attaque des Druzes en 1860, et le massacre des chrétiens qui s'ensuivit, Boutrossieh (à qui on avait donné le nom d'Anissa en religion) réussit à sauver un enfant en le cachant sous ses vêtements.
C'est en 1862 qu'elle prononça ses premiers vœux et fut envoyée comme cuisinière au collège-séminaire de Ghazir avant de devenir institutrice, dès 1863, et de fonder une école de filles où elle œuvra sept ans.
Mais en 1871 sa congrégation fut dissoute. Dans une vision, il lui est indiqué de rejoindre l'Ordre libanais maronite, ce qu'elle fit, en rejoignant le couvent Saint-Simon d'Aito, au nord du pays. Là, elle prend le prénom de sa mère, Rafqa (ce qui veut dire Rébecca en arabe), et fit sa profession solennelle l'année suivante, en 1872. Elle restera plus de vingt-cinq ans dans ce couvent.
Au bout de treize années de vie religieuse, elle demanda par la grâce de Dieu sa passion rédemptrice. Le même soir elle ressentit une violente douleur à la tête qui se propagea par la suite à l'œil. Un chirurgien tenta une intervention où elle refusa l'anesthésie et qui échoua, lui causant la perte de cet œil.
Malgré une santé chancelante, Rafqa fut envoyée, en 1897 dans un couvent nouvellement fondé, dans les environs de Batroun. Six moniales l'accompagnèrent. Elle s'y employa aux travaux domestiques et à la prière, en toute simplicité et humilité. Mais en 1899, elle devint complètement aveugle. Comme elle se trouva être en plus atteinte de tuberculose osseuse, elle dut passer les dernières années de sa vie étendue sur le côté. Elle supporta ses souffrances par la prière avec patience, foi et apaisement.
Rafqa mourut le 23 mars 1914, et fut enterrée dans le monastère où elle avait vécu la plus grande partie de son existence. Des miracles furent constatés sur sa tombe.

## Béatification et canonisation
Le 9 juin 1984 le Pape Jean-Paul II promulgua le décret de béatification de Rafqa Al Rayès à la suite de la guérison reconnue miraculeuse d'Elisabeth Ennakl intervenue en 1938. Elle est béatifiée le 17 novembre 1985 par le Pape Jean-Paul II.
Elle est canonisée le 10 juin 2001 par le Pape Jean-Paul II en même temps que :
- Bernard de Corleone, (1605-1667), capucin
- Augustin Roscelli, (1818-1902), fondateur des sœurs de l'Immaculée Conception de Gênes
- Thérèse Verzeri (1801-1852), fondatrice des filles du Sacré Cœur de Jésus de Verzeri
- Louis Scrosoppi, (1804-1884), oratorien, fondateur des sœurs de la Providence de saint Gaétan de Thiene

Sainte Rafqa est commémorée le 23 mars selon le martyrologe romain.
La guérison de la mère supérieure Ursula Doumit est l'un des plus importants miracles de sainte Rafqa. Sœur Ursula souffrait d’un cancer de la gorge et après avoir avalé de la terre du tombeau de Rafqa avec du lait, elle remarqua la disparition de l'excroissance au niveau de sa gorge[réf. nécessaire].

## Citations
Lors de la cérémonie de canonisation de Rafqa, le pape Jean-Paul II dit :

« En canonisant Rafqa Choboq Ar-Rayes, l'Église met en lumière le mystère de l'amour donné et accueilli pour la gloire de Dieu et le salut du monde. Moniale de l'Ordre libanais maronite, elle a désiré passionnément aimer Dieu et donner sa vie pour ses frères. Puisse sainte Rafqa veiller sur ceux qui connaissent la souffrance, en particulier sur les peuples du Moyen-Orient affrontés à la spirale destructrice et stérile de la violence ! »